# Hey Negrita
«Hey Negrita» es una canción de The Rolling Stones, publicada en 1976 en el álbum Black and Blue, escrita por Mick Jagger y Keith Richards. 

## Historia
Los créditos de la canción corresponden Mick Jagger y Keith Richards. Al parecer Ron Wood escribió el riff principal de la canción, una pieza de música que llevó a los Estudios Musicland de Múnich, en se estaban llevando a cabo las audiciones para ver quien sería el nuevo guitarrista de los stones tras la partida de Mick Taylor. Por su contribución, Wood recibió el crédito de "inspiración de" en el álbum final.
El músico y escritor Bill Janovitz comentó en una de sus reseñas que la canción mezcla elementos de la música latina, el reggae y el funk. Mick Jagger había pasado algún tiempo en la ciudad de Nueva York absorbiendo nuevos elementos musicales, específicamente ritmos latinos, lo que ayudó en la composición de «Hey Negrita». El músico Billy Preston, miembro constante en las giras de la banda, aportó un sonido de piano afro-cubano y Ollie E. Brown una percusión influenciada por los ritmos latinos.
Sobre la esencia de la canción Janovitz dice: "Jagger elige nuevamente para no evitar la controversia... "Negrita", un término español que se traduce como "pequeña muchacha negra" era un sobrenombre que acuñó para su esposa en ese entonces, Bianca, la canción sin embargo es innegablemente sexy, y Jagger juega con los estereotipos de Centroamérica y Sudamérica librando una la batalla de los sexos".
La canción fue grabada en los meses de abril, octubre y diciembre de 1975, en los estudios Musicland, en Múnich, Alemania, y en el Mountain Recording, Montreux, Suiza. Fue producida íntegramente por The Glimmer Twins. El ingeniero de sonido que participó de las sesiones fue Keith Harwood.
«Hey Negrita» sólo se ha tocado en directo durante el Tour of Europe '76, evidentemente debido a las letras polémicas (aunque uno de los pilares de larga data de los espectáculos de la banda, «Brown Sugar», tiene problemas similares con sus letras).

## Personal
Acreditados:
- Mick Jagger: voz.
- Keith Richards: guitarra eléctrica, coros.
- Ron Wood: guitarra eléctrica, coros.
- Bill Wyman: bajo.
- Charlie Watts: batería.
- Ollie Brown: percusión.
- Billy Preston: piano, coros, marimba, órgano.